# Bang! Todo suena
Todo suena (anteriormente llamado Bang! Todo suena) es un programa de televisión chileno que se transmitió desde 2007 por el canal de cable Vía X, y actualmente, desde diciembre de 2009 por el canal Bang TV. Trata sobre música urbana y es conducido desde el 2012 por Yamna Lobos y Simoney Romero.

## Historia
A mediados de 2007 se anuncia la noticia de que el canal Vía X quiere realizar un programa de reguetón, y para ello contrararon a la modelo Monserrat Torrent, conocida popularmente como Monty, quien venía del recién terminado programa Mekano, y además venía influenciada por unas osadas fotos para el portal Planeta Modelos. Su compañera sería también la ex Mekano Romina Saez, que también fue infante de marina.
El programa se confirma en septiembre de 2007, en una entrevista que Monty ofrecería al suplemento Primera fila del diario Las Últimas Noticias. Además, en ese mes comienzan las promocionales del programa, con ellas mismas bailando la canción La vecinita de Vico C en el escenario del programa. También ese mes son invitadas a Canal Copano, para promocionar el ciclo y además hicieron perrear a Nicolás y Fabrizio Copano.
Sale al aire el 24 de septiembre de 2007, y ha agarrado vuelo rápidamente en el canal, y hasta la actualidad es uno de los programas más populares de la estación juvenil.
También por el programa pasaron los exponentes del género, la mayoría famosos o en potencia, entre muchos otros ZK & Crac MC, Don Latino, C4 y Solo Di Medina.

### Temporada veraniega
Desde el 2008 también salen a exteriores con motivo de la temporada estival. En la primera emisión de ese año recibieron fuertes críticas, debido a que para el piscinazo solo se quitaron el micrófono, en palabras de LUN. En esa oportunidad montaron un set con una piscina en los estacionamientos de la estación, donde además se realizaron otros programas del canal.
En el verano del 2009 se realiza simplemente desde un parque de diversiones.

## Curiosidades y notas
- La única vez que Bang! no habló de reguetón, fue para la maratónica transmisión de Vía X a la espera del concierto en Chile de Soda Stereo, donde únicamente proyectaron videoclips de la banda argentina.
- Durante sus primeros años el programa emite en bloques el documental de Chosen Few.
- También en 2008, una de sus secciones fue conducida por Sergio Aguirre, quien además es pareja de Monty.
- En sus primeros años el programa también habló, aunque en menor medida, de pop y R&B, donde se proyectaron videos por ejemplo de Gwen Stefani, Amy Winehouse, Rihanna y Lady GaGa, entre otros.
- Desde diciembre de 2008 se transmite también por el canal BoomBox, en el horario de las 7:00pm en simultáneo con Via X.
- En octubre de 2008 se realiza la Fiesta Bang! en vivo con motivo del primer aniversario del programa.

## Horarios
- En sus inicios y desde marzo a abril de 2008 se emite de lunes a viernes a las 19:00
- En el verano de 2008 y desde abril de ese año hasta hoy, se emite a las 20:00 (Actualmente se emite de lunes a viernes a las 21:00)